# Sigtot

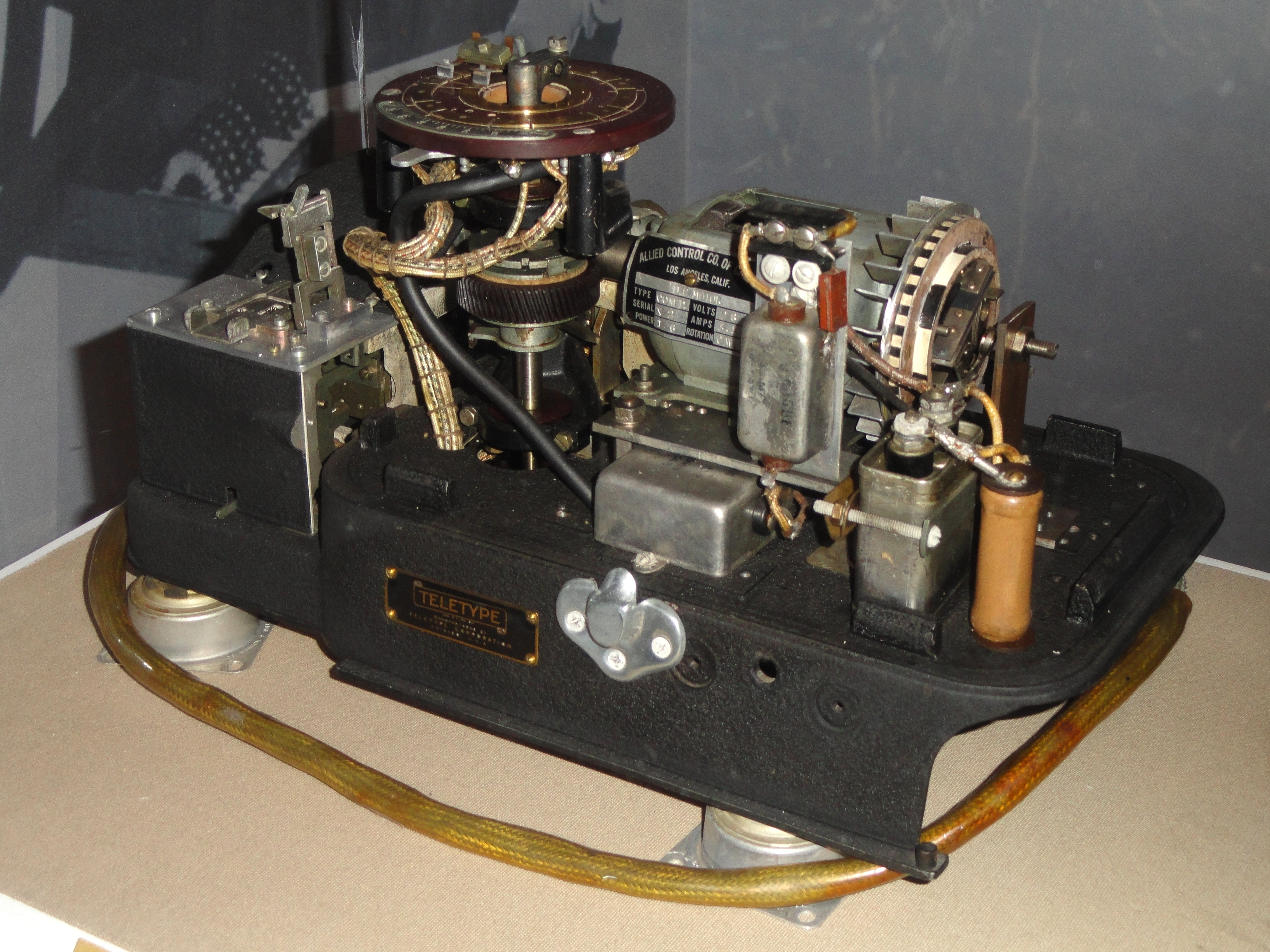
Das Lochstreifenlesegerät, wie dieses im Nationalen Kryptologischen Museum der USA ausgestellte Exponat, war ein Bestandteil des Chiffriersystems.

Sigtot (Eigenschreibweise: SIGTOT), später auch bezeichnet als SSM-33, war eine während des Zweiten Weltkriegs entwickelte und eingesetzte amerikanische Chiffriermaschine. Zur Verschlüsselung nutzte sie das kryptographisch sichere Einmalschlüssel-Verfahren (englisch One-Time Pad, kurz: OTP).

## Geschichte

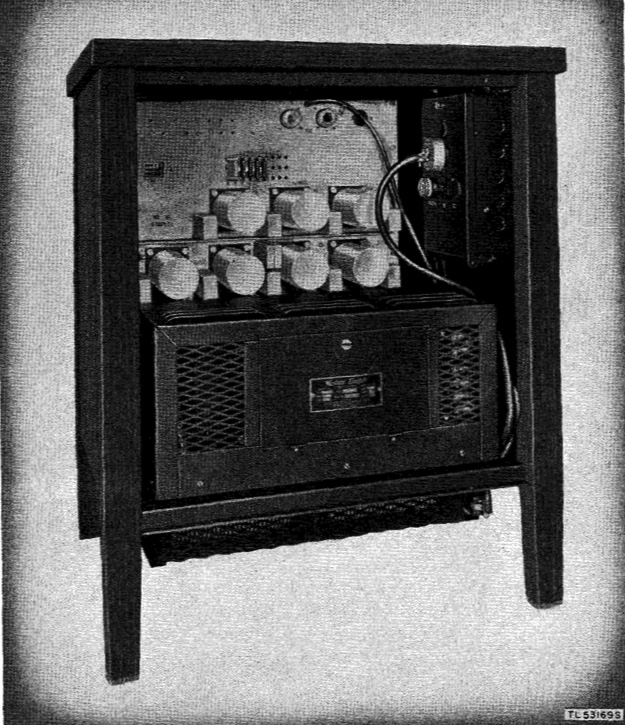
Der Mischer vom Typ 131B2 stellte das Herzstück des Systems dar.

Das Einmalschlüssel-Verfahren wurde bereits im 19. Jahrhundert durch den amerikanischen Kryptologen Frank Miller (1842–1925) vorgeschlagen. Seit dieser Zeit bis zum heutigen Tag wird es verwendet. Es zeichnet sich durch prinzipielle Einfachheit aus und ist bei korrekter Anwendung, wie der amerikanische Wissenschaftler Claude Shannon (1916–2001) in den 1940er-Jahren zeigte, nachweislich sicher und kann nicht gebrochen werden. Auch die Streitkräfte der Vereinigten Staaten verließen sich während des Zweiten Weltkriegs auf dieses Verfahren und realisierten es in Form eines  Lochstreifenlesegeräts (Bild oben) kombiniert mit einem Mischer vom Typ 131B2 (Bild rechts). Sigtot wurde mit geringen Modifikationen bis Mitte der 1950er-Jahre eingesetzt. Einige Exemplare blieben bis um 1960 in Gebrauch.
Die britischen Alliierten verwendeten eine auf demselben Prinzip basierende Maschine, genannt 5-UCO.